# Ochiltree
Ochiltree est un village situé dans l’East Ayrshire, en Écosse.